# Chalcorana mocquardi
Espèce
Synonymes
- Rana mocquardi Werner, 1901
- Hylarana mocquardi (Werner, 1901)

Statut de conservation UICN

 LC  : Préoccupation mineure
Chalcorana mocquardi est une espèce d'amphibiens de la famille des Ranidae.

## Répartition
Cette espèce est endémique de Sulawesi en Indonésie.

## Description
Le mâle holotype mesure 37 mm.

## Étymologie
Cette espèce est nommée en l'honneur de François Mocquard.

## Publication originale
- Werner, 1901 : Beschreibung neuer Frösche aus Bolivia, Ostindien und Neu-Guinea. Zoologischer Anzeiger, vol. 24, p. 97-103 (texte intégral).